# Arthur Cambier
Pour les articles homonymes, voir Cambier.
Arthur Louis Cambier est un footballeur international belge né le 31 août 1882 et mort à Schaerbeek le 14 septembre 1955.
Il a évolué comme défenseur avant la guerre 1914-1918 au FC Bruges. Le meneur de jeu des brugeois est alors son frère Charles, la grande vedette du football belge à l'époque.
Arthur joue un match international, le 9 mai 1907 (Pays-Bas-Belgique, 1-2), avec son frère.
Annoncé à tort mort au combat, Arthur Cambier est prisonnier de guerre à Münster fin 1914.

## Palmarès
- International belge A en 1907 (1 sélection)
- Vice-champion de Belgique en 1906 et 1910 avec le FC Bruges
- Finaliste de la coupe de Belgique en 1914 avec le FC Bruges